# Примроуз, Джеймс Морис
Джеймс Мо́рис При́мроуз (англ. James Maurice Primrose; 4 августа 1819 — 25 ноября 1892) — британский военачальник, генерал-лейтенант, участник подавления восстания сипаев. Участвовал во второй англо-афганской войне и командовал гарнизоном Кандагара во время осады Кандагара в 1880 году.

## Биография
Примроуз родился в Колчестере (Эссекс) 4 августа 1819 года и был крещён 4 августа. Он стал подполковником 43-го (Монмутширского) пехотного полка. Его первым боевым опытом стало участие в Восьмой Кафрской войне в 1851—1853 годах. Участвовал в восстании сипаев в 1857 году. Во время второй англо-афганской войны Примроуз командовал 1-й дивизией Кандагарского отряда.

### Майванд и Кандагар
В марте 1880 года генерал Стюарт покинул южный Афганистан и отправился с Бенгальской дивизией в Кабул, а командование дивизией в Кандагаре перешло к генерал-лейтенанту Примроузу. Примроуз прибыл в Кандагар через 11 дней после отбытия Стюарта. В его распоряжении оказались бригады Берроуза и Брука, и кавалерийская бригада Наттала. 21 июня кандагарский губернатор сообщил, что авангарды Аюб-хана, примерно 1400 кавалеристов, перешли реку Герируд, и запросил на помощь пехотную бригаду. Примроуз колебался некоторое время, но в итоге стал готовить пехотную бригаду и кавалерийский полк, чтобы выдвинуть их к реке Гильменд. 1 июля Примроуз получил приказ выдвинуть бригаду к Гиришку. 4 июля эта бригада, под командованием бригадира Берроуза, выступила из Кандагара на Гильменд.
Вечером 27 июля стало известно, что в этот день Берроуз выступил на перехват афганской армии, а 28 июля в 2 часа ночи прибыл индийский офицер, который сообщил, что бригада полностью разбита в сражении при Майванде, а Берроуз и Наттал мертвы. Примроуз посовещался с бригадиром Бруком и велел ему с утра отправиться к Аграндабу, занять Кокеран и помочь отступающим. Брук выступил в 05:30. В Кокеране он рассеял небольшой отряд афганцев, что и позволило бригаде Берроуза без помех перейти Аграндаб.
Примроуз известен как автор многочисленных акварельных пейзажей Англии, Индии и Афганистана.

## Семья
13 октября 1857 года Примроуз женился в Бангалоре на Элизабет Бересфорд (1834—1925), дочери преподобного Джорджа Гамильтона де ла пур Бересфорда. В этом браке родились пять дочерей: Каролина, Мэри, Этель, Ада и Эллен.